# Crossfade (album)
Pour les articles homonymes, voir Crossfade.
 (septembre 2017).
Si vous disposez d'ouvrages ou d'articles de référence ou si vous connaissez des sites web de qualité traitant du thème abordé ici, merci de compléter l'article en donnant les références utiles à sa vérifiabilité et en les liant à la section « Notes et références ».
Albums de Crossfade
Cold
(2002) Falling Away
(2006)
Singles
1. Cold
Sortie : 25 mai 2004
2. So Far Away
Sortie : 25 mars 2005
3. Colors
Sortie : 18 mars 2005

Crossfade est le premier album studio du groupe de post-grunge et hard rock américain éponyme Crossfade, sorti le 13 avril 2004.

## Présentation
Crossfade est, initialement, publié en tant que premier album le 13 avril 2004, cinq ans après la création du groupe.
En mars 2005, l'album est également diffusé sous la forme d'un Dualdisc qui comprend, sur sa face DVD, un contenu supplémentaire à l'édition CD standard d'origine où les 10 premières chansons, identiques à l'édition originale, sont fournies en son surround 5.1 auxquels sont adjoints un titre bonus et des vidéos (voir infra).
Crossfade se classe 41e dans le Billboard 200 et termine 1er du classement Top Heatseekers.
Le 3 août 2005, l'album est certifié, par la RIAA, disque de platine aux États-Unis (plus d'1 million d'exemplaires vendus).

### Singles
Les singles de cet album ont permis de lancer le groupe leur donnant la notoriété[réf. nécessaire].
En effet, Cold est et reste leur plus grand succès, culminant en no 2 du classement musical du Billboard Modern Rock Tracks et à la 3e place du Mainstream Rock Tracks chart. Il est, également, leur seul single à entrer dans le Billboard Hot 100, en 81e position.
Les singles suivants So Far Away et Colors se classent dans le top 10 du Mainstream Rock Tracks chart, respectivement 4e et 6e. Ils atteignent également le top 20 du Modern Rock Tracks (So Far Away en no 14, Colors en no 18).

## Liste des titres
Toutes les chansons sont écrites et composées par Crossfade.
| 1.    | Starless          | 3:56 |
| 2.    | Cold              | 3:14 |
| 3.    | So Far Away       | 3:26 |
| 4.    | Colors            | 3:19 |
| 5.    | Death Trend Setta | 3:35 |
| 6.    | The Deep End      | 3:24 |
| 7.    | No Giving Up      | 3:35 |
| 8.    | Dead Skin         | 3:52 |
| 9.    | Disco             | 3:00 |
| 10.   | The Unknown       | 2:58 |
| 34:19 |                   |      |

| 1.  | Starless (5.1 mix)                            | 3:56  |
| 2.  | Cold (5.1 mix)                                | 3:14  |
| 3.  | So Far Away (5.1 mix)                         | 3:26  |
| 4.  | Colors (5.1 mix)                              | 3:19  |
| 5.  | Death Trend Setta (5.1 mix)                   | 3:35  |
| 6.  | The Deep End (5.1 mix)                        | 3:24  |
| 7.  | No Giving Up (5.1 mix)                        | 3:35  |
| 8.  | Dead Skin (5.1 mix)                           | 3:52  |
| 9.  | Disco (5.1 mix)                               | 3:00  |
| 10. | The Unknown (5.1 mix)                         | 2:58  |
| 11. | Cold (Titre bonus) (acoustic)                 | 3:37  |
|     | 'Vidéos'                                      |       |
| 12. | The Crossfade (Interview & Acoustic Sessions) | 21:03 |
| 13. | Cold                                          | 3:36  |

## Crédits
| - Ed Sloan : chant, guitare rythmique, guitare solo - Tony Byroads : chant, turntables, sampler, chœurs - Mitch James : basse, chœurs - Brian Geiger : batterie | - Production, ingénierie, direction artistique : Crossfade (Brian Geiger, Ed Sloan, Mitch James, Tony Byroads) - Mixage : Randy Staub assisté de Bryan Gallant - A&R : Doug Ford, Matt Pinfield - Photographie : Mick Rock |